# Princeville, North Carolina
Princeville är en ort i Edgecombe County i delstaten North Carolina, USA.